# Gunnar Nielsen
Gunnar Nielsen (Tórshavn, 7 de outubro de 1986) é um futebolista feroês que atua como goleiro. Atualmente defende o FH Hafnarfjordur e a Seleção Faroesa.

## Carreira
Após defender HB Tórshavn e BK Frem, Nielsen foi contratado pelo Blackburn Rovers em julho de 2007. Ainda vinculado aos Rovers, foi emprestado em agosto de 2008 ao Motherwell, porém não jogou nenhuma vez com a camisa do clube escocês, voltando ao Blackburn em dezembro do mesmo ano.
Em 2009, assinou com o Manchester City, que o emprestou em seguida ao Wrexham. Uma lesão no dedo polegar forçou o cancelamento do empréstimo do goleiro, que foi reintegrado ao elenco do City. Em abril de 2010, fez sua estreia na Premier League ao substituir o lesionado Shay Given na partida contra o Arsenal, tornando-se o primeiro faroês a disputar a primeira divisão inglesa. Renovou seu contrato até 2012, sendo emprestado ao Tranmere Rovers, onde atuou em 2 jogos. Fora dos planos do Manchester City, Nielsen chegou a ser dispensado ao final da temporada 2011–12, mas foi recontratado semanas depois; com a contratação de Richard Wright, o goleiro seria definitivamente dispensado pelos Citizens.
Jogou ainda pelo Silkeborg IF antes de voltar ao Motherwell em 2013, atuando em 23 partidas oficiais (19 pela Scottish Premiership). Desde 2015, Nielsen atua no futebol da Islândia, defendendo Stjarnan e FH Hafnarfjordur.

## Seleção Faroesa
Tendo defendido as seleções de base das Ilhas Faroe, o goleiro estreou no time principal em março de 2009, na surpreendente vitória faroesa sobre a Islândia por 2 a 1.
É o sexto jogador com mais partidas pela seleção (70) e o segundo goleiro que mais entrou em campo pela Landsliðið, atrás apenas de Jákup Mikkelsen (73).

## Títulos
Stjarnan
- Supercopa da Islândia: 2015

FH Hafnarfjordur
- Campeonato Islandês: 2016[14]